# Ocell del paradís trompeter
L'ocell del paradís trompeter o ocell del paradís de Keraudren (Phonygammus keraudrenii) és una espècie d'ocell de la família dels paradiseids (Paradisaeidae) i única espècie del gènere Phonygammus, si bé tradicionalment s'ha ubicat al gènere Manucodia. Habita zones boscoses de Nova Guinea, les illes Aru, les illes més occidentals de l'Arxipèlag D'Entrecasteaux i el nord de l'estat australià de Queensland.